# Космологическое красное смещение
Космологическое (метагалактическое) красное смещение — наблюдаемое для всех далёких источников (галактики, квазары) понижение частот излучения, объясняемое как динамическое удаление этих источников друг от друга и, в частности, от нашей Галактики, то есть как нестационарность (расширение) Метагалактики.

## История обнаружения
Красное смещение для галактик было обнаружено американским астрономом Весто Слайфером в 1912—1914 годах; в 1929 году Эдвин Хаббл открыл, что красное смещение для далёких галактик больше, чем для близких, и возрастает приблизительно пропорционально расстоянию (закон красного смещения, или закон Хаббла). Несмотря на то, что, как выяснилось позже, проведённые им измерения оказались неточными и, по сути, не имеющими отношения к космологическому красному смещению (расширение Вселенной начинает сказываться на гораздо больших расстояниях), как показали более поздние измерения, «открытый» им закон действительно имеет место.
Хотя предлагались различные объяснения наблюдаемого смещения спектральных линий, например, гипотеза утомлённого света, только общая теория относительности даёт непротиворечивую картину, объясняющую все наблюдения. Данное объяснение этого явления является общепринятым.

## Сущность явления
Часто космологическое красное смещение связывают с эффектом Доплера, который связывают с движением галактик друг относительно друга. Однако согласно ОТО, космологическое красное смещение происходит несколько по-другому: оно связано с расширением пространства. В наблюдаемое красное смещение от галактик вносят вклад как космологическое красное смещение из-за расширения пространства Вселенной, так и красное или синее смещения эффекта Доплера вследствие собственного движения галактик. При этом на больших расстояниях вклад космологического красного смещения становится преобладающим.
Образование космологического красного смещения можно представить так: рассмотрим свет — электромагнитную волну, идущую от далёкой галактики. В то время как свет летит через космос, пространство расширяется. Вместе с ним расширяется и волновой пакет. Соответственно, изменяется и длина волны. Если за время полёта света пространство расширилось в два раза, то длина волны и волновой пакет также увеличатся в два раза.

## Расширение пространства
Общепринятая космологическая теория, объясняющая красное смещение, основана на общей теории относительности. Предполагается, что в однородной и изотропной Вселенной интервал между двумя событиями в сопутствующих координатах имеет следующий вид:
{\displaystyle ds^{2}=c^{2}\,dt^{2}-a^{2}(t)\,dl^{2},}
где {\displaystyle c} — скорость света, а {\displaystyle dl^{2}} — элемент квадрата координатного расстояния. В случае плоского пространства он имеет евклидовый вид {\displaystyle dl^{2}=dx^{2}+dy^{2}+dz^{2}}. Кроме этого рассматриваются пространства с положительной или отрицательной кривизной. Масштабный фактор {\displaystyle a(t)} является (в расширяющейся Вселенной) растущей со временем {\displaystyle t} функцией. Явный вид этой функции определяется уравнениями Эйнштейна и значениями плотности вещества и энергии, которые распределены равномерно в координатах {\displaystyle (x,y,z)}. Эти координаты называют сопутствующими, так как предполагается, что вещество в среднем неподвижно относительно этих координат. Образно говоря, каждая частичка вещества является галактикой, «привязанной» к конкретным координатам сопутствующего пространства. При расширении пространства физическое расстояние {\displaystyle a(t)\,dl} между галактиками увеличивается, хотя их сопутствующие координаты остаются неизменными. Наглядно этот процесс можно представить как растяжение «резиновой плёнки» с «приклеенными» к ней галактиками. Для плоского 2-мерного пространства эта плёнка растягивается в плоскости. Моделью сферического 2-мерного пространства является поверхность надувающейся сферы. Для 2-мерных обитателей такой сферы расстояние между всеми галактиками увеличивается во всех точках сферы и нигде нет центра, от которого удаляются галактики.

## Параметр красного смещения
При описании эффекта космологического красного смещения удобно от физического времени {\displaystyle t} перейти к координатному {\displaystyle \eta }, определяемому соотношением {\displaystyle d\eta =dt/a(t)}. Тогда в одномерном случае можно записать
{\displaystyle ds^{2}=c^{2}\,dt^{2}-a^{2}(t)\,d\chi ^{2}=a^{2}(t)(c^{2}\,d\eta ^{2}-d\chi ^{2}),}
где {\displaystyle \chi } — радиальная координата сопутствующего пространства в направлении источника. Распространению световых сигналов соответствует случай нулевого интервала {\displaystyle ds=0}, или {\displaystyle d\chi =\pm c\,d\eta }. Поэтому в координатных величинах {\displaystyle (\eta ,\chi )} траектория светового сигнала линейна: {\displaystyle \chi =\pm c\,\eta +{\text{const}}}. Пусть удалённый источник, расположенный в координате {\displaystyle \chi } в момент времени {\displaystyle t} в прошлом испускает два последовательных сигнала с промежутком {\displaystyle \Delta \eta }. В начало координат {\displaystyle \chi =0}, в котором находится наблюдатель, эти сигналы приходят в настоящий момент времени {\displaystyle t_{0}}. В силу линейности траектории промежуток координатного времени между ними будет таким же, как и при испускании {\displaystyle \Delta \eta _{0}=\Delta \eta }. Возвращаясь к физическим интервалам времени это соотношение можно записать следующим образом:
{\displaystyle {\frac {\Delta t_{0}}{a(t_{0})}}={\frac {\Delta t}{a(t)}}.}
Считая, что каждый сигнал является максимумом периодической электромагнитной волны с
частотой {\displaystyle \nu =1/\Delta t} и длиной волны {\displaystyle \lambda =c/\nu }, можно записать
{\displaystyle 1+z={\frac {a(t_{0})}{a(t)}}={\frac {\nu }{\nu _{0}}}={\frac {\lambda _{0}}{\lambda }}.}
Все величины, помеченные индексом 0, относятся к моменту приёма волны {\displaystyle t_{0}>t}. Так как в расширяющейся Вселенной {\displaystyle a(t_{0})>a(t)}, то {\displaystyle z>0}, и длина волны принимаемого сигнала больше, чем излучённого. Величина {\displaystyle z=(\lambda _{0}-\lambda )/\lambda }, называемая параметром красного смещения, равна относительному увеличению длины волны принимаемого электромагнитного сигнала.
В процессе расширения Вселенной изменяется не только длина (частота) электромагнитных волн, испущенных удалёнными от наблюдателя источниками. Так как {\displaystyle \Delta t_{0}=(1+z)\Delta t}, то процессы (не обязательно периодические), протекающие в удалённых объектах, выглядят замедленными. В частности на множитель {\displaystyle (1+z)} необходимо подправлять кривые светимости сверхновых типа Ia, являющихся «стандартными свечами» при проведении космологических наблюдений. Более удалённые сверхновые после взрыва гаснут медленнее, чем более близкие.
Динамика изменения функции {\displaystyle a(t)} в рамках ОТО обычно такова, что в некоторый фиксированный момент в прошлом (для которого выбирается начало отсчёта времени {\displaystyle t=0}) масштабный фактор равен нулю: {\displaystyle a(0)=0}. Свет, испущенный в этот момент, имеет красное смещение {\displaystyle z=\infty }. На самом деле ранняя Вселенная была очень плотной и непрозрачной для излучения. Наблюдаемое в настоящее время реликтовое излучение испущено в момент времени, соответствующий эпохе рекомбинации с {\displaystyle z\sim 1000}. Наиболее удалённые, обнаруженные в настоящее время, сверхновые типа Ia обладают красными смещениями {\displaystyle z<2}. Для удалённых квазаров эта величина может достигать {\displaystyle z\sim 6}, рекордное значение в {\displaystyle z\sim 11.9} имеет компактная галактика UDFj-39546284 при удалённости {\displaystyle \sim 13.42} млрд световых лет

## Расстояния в космологии
Расстояния до удалённых объектов непосредственно не могут быть измерены. Обычно изучается зависимость той или иной характеристики объекта (свечения, угловых размеров, и т. п.) от параметра красного смещения {\displaystyle z}. В результате возникают различные варианты определения расстояния (фотометрическое расстояние, угловое расстояние и т. д.). Все они являются модельными, в том смысле, что зависят от параметров космологической модели (то есть от явного вида функции {\displaystyle a(t)}).
Так, если есть объект с известной светимостью (стандартная свеча), то создаваемая им освещённость на большом расстоянии уменьшается в силу трёх факторов. 1) Поток фотонов на единицу поверхности сферы, окружающей источник, тем меньше, чем больше площадь сферы. В евклидовом пространстве она равна {\displaystyle 4\pi \,r^{2}}, где {\displaystyle r=a(t_{0})\chi } — физический радиус сферы в момент пересечения её фотонами (их приём наблюдателем). Для пространства положительной кривизны площадь сферы равна {\displaystyle 4\pi \,a_{0}^{2}\sin \chi }, а для отрицательной — {\displaystyle 4\pi \,a_{0}^{2}\operatorname {sh} \chi }. 2) Частота (энергия) фотонов уменьшается в {\displaystyle 1+z} раз. 3) Интенсивность излучения (число фотонов в единицу времени) также снижается в {\displaystyle 1+z}, так как процессы на удалённом источнике выглядят более замедленными. В результате освещённость (поток световой энергии в единицу времени на единичную площадку) равен
{\displaystyle I={\frac {I_{a}}{(1+z)^{2}}}\,{\frac {R^{2}}{a_{0}^{2}r^{2}(\chi )}},}
где {\displaystyle R=10} пк — фиксированное расстояние, на котором источник создаёт освещённость {\displaystyle I_{a}}, а {\displaystyle r(\chi )=\{\sin \chi ,\chi ,\operatorname {sh} \chi \}} зависит от выбора модели (пространство с положительной, нулевой или отрицательной кривизной).
Сопутствующая координата источника {\displaystyle \chi } связана с его красным смещением {\displaystyle z}, то есть {\displaystyle \chi =f(z)}. Эта зависимость однозначно определяется масштабным фактором {\displaystyle a(t)}. Фотометрическим расстоянием до источника называют {\displaystyle r_{P}=(1+z)a_{0}r(\chi )}. В этом случае выполняется классическая зависимость убывания светимости {\displaystyle I\sim 1/r_{P}^{2}} (стационарное евклидово пространство).
Если известны физические размеры объекта {\displaystyle D}, то расстояние к нему можно определить при помощи его угловых размеров (угла {\displaystyle \Delta \theta }, под которым виден объект). Длина окружности, проходящей через объект в момент излучения света, равна {\displaystyle 2\pi \,a(t)\,r(\chi )}. Вся окружность соответствует углу {\displaystyle 2\pi }, поэтому отношение {\displaystyle D} к длине окружности даёт угол в радианах, под которым виден объект:
{\displaystyle \Delta \theta ={\frac {D}{a(t)\,r(\chi )}}={\frac {(1+z)D}{a_{0}\,r(\chi )}}.}
Угловым расстоянием {\displaystyle r_{A}=D/\Delta \theta } называют классическое отношение в неизменном евклидовом пространстве.
Угловое и фотометрическое расстояние связаны следующим образом:
{\displaystyle r_{A}={\frac {r_{P}}{(1+z)^{2}}}}
и зависят от космологического красного смещения.

## Измерение внегалактических расстояний
Вплоть до 1950-х годов внегалактические расстояния (измерение которых связано, естественно, с большими трудностями) сильно занижались, в связи с чем значение {\displaystyle H}, определённое по этим расстояниям, получилось сильно завышенным. В начале 1970-х годов для постоянной Хаббла было принято значение {\displaystyle H=53,5} км/(с·Мпк), обратная величина {\displaystyle T=1/H=18} млрд лет. По результатам наблюдений в 2005 году значение {\displaystyle H} принято равным (72 ± 3) км/(с·Мпк).
Фотографирование спектров слабых (далёких) источников для измерения красного смещения, даже при использовании наиболее крупных инструментов и чувствительных фотопластинок, требует благоприятных условий наблюдений и длительных экспозиций. Для галактик уверенно измеряются смещения {\displaystyle z=0{,}2,} соответствующие скорости {\displaystyle v=60\,000} км/с и расстоянию свыше 1 Гпк. При таких скоростях и расстояниях закон Хаббла применим в простейшей форме (погрешность порядка 10 %, то есть такая же, как погрешность определения {\displaystyle H}). Квазары в среднем в сто раз ярче галактик и, следовательно, могут наблюдаться на расстояниях в десять раз больших (если пространство евклидово). Для квазаров действительно регистрируются {\displaystyle z=2} и больше. При смещениях {\displaystyle z=2} используя формулу {\displaystyle v=c\cdot {\frac {(1+z)^{2}-1}{(1+z)^{2}+1}}}, получают скорость {\displaystyle v=0{,}8\,c=240\,000} км/с. На таких расстояниях уже сказываются специфические космологические эффекты — нестационарность и кривизна пространства-времени; в частности, становится неприменимым понятие единого однозначного расстояния (одно из расстояний — расстояние по красному смещению — составляет здесь {\displaystyle r=v/H=3,3} Гпк), поскольку расстояния зависят от принимаемой модели Вселенной и от того, к какому моменту времени они отнесены. Поэтому в качестве характеристики расстояния до столь удалённых объектов обычно пользуются просто величиной красного смещения. 
По данным космического телескопа Джеймс Уэбб за 2024 год, объектом с максимальным красным смещением является галактика JADES-GS-z14-0 (z = 14,32).
Красное смещение объясняется как расширение всей доступной наблюдениям части Вселенной; это явление обычно называется расширением (астрономической) Вселенной.